# باکلان سینه‌سفید
باکلان سینه‌سفید (نام علمی: Phalacrocorax lucidus) نام یک گونه از سرده باکلان‌های سیاه است.